# Филипп (патриарх Эритрейский)
Патриа́рх Фили́пп (в миру — Тевольде Берхане / Tewolde Berhan; 27 сентября 1901, Эндадеко, Дэбуб — 18 сентября 2002, Эндадеко, Маэкель) — первый патриарх (с 7 мая 1998 по 27 сентября 2001) Эритрейской православной монофизитской церкви.

## Биография
Родился 27 сентября 1901 года в деревне Эндадеко провинции Дэбуб, близ Асмэры.
В возрасте 11 лет он начал обучаться религии в Дебре-Бизенском монастыре и со временем стал игуменом монастыря.
28 октября 1990 года рукоположён в епископский сан с сохранением обязанностей игумена монастыря, а в 1991 году назначен архиепископом Эритрейским в юрисдикции Эфиопской православной церкви.
После провозглашения независимости Эритреи, 7 мая 1998 года был избран первым Патриархом получившей автокефалию Эритрейской православной церкви.
Его сменил патриарх Якоб, ставший вторым Патриархом Эритрейской православной церкви.